# Park Narodowy Lake Clark
Park Narodowy Lake Clark (ang. Lake Clark National Park and Preserve) – park narodowy położony w południowo-zachodniej części stanu Alaska w Stanach Zjednoczonych. Park został utworzony w 1980, na obszarze o powierzchni 16 308 km². Jest to jeden z największych parków narodowych w Stanach Zjednoczonych.

## Turystyka
Dojazd do parku jest bardzo utrudniony z powodu braku dróg. Najlepszym sposobem na dotarcie do parku jest samolot. Park należy do najrzadziej odwiedzanych parków narodowych w Stanach Zjednoczonych. Łączna liczba turystów, którzy odwiedzili park w 2004 wyniosła 4906.